# Холсё, Карл
Карл Вильгельм Хо́лсё (дат. Carl Vilhelm Holsøe) (12 марта 1863, Орхус — 7 ноября 1935, Ассербо) — датский художник, представитель символистского направления, преимущественно работавший в жанре интерьерной живописи.

## Биография
Холсё родился в Орхусе. Отец его был архитектором, а младший брат — Нильс Холсё — тоже стал художником. Учился в Датской королевской академии изящных искусств в Копенгагене в 1882—1884 годах, а позже у Педера Крёйера.
Холсё был дружен с Вильгельмом Хаммерсхёйем, запечатлевшим его в 1902 году в своём «Групповом портрете».
На протяжении тридцати лет выставлялся в салонах в Шарлоттенборге и был отмечен по меньшей мере 33 различными наградами, среди которых — знаменитая медаль Экерсберга от Академии изящных искусств Дании и золотая медаль на Международной выставке в Мюнхене в 1891.

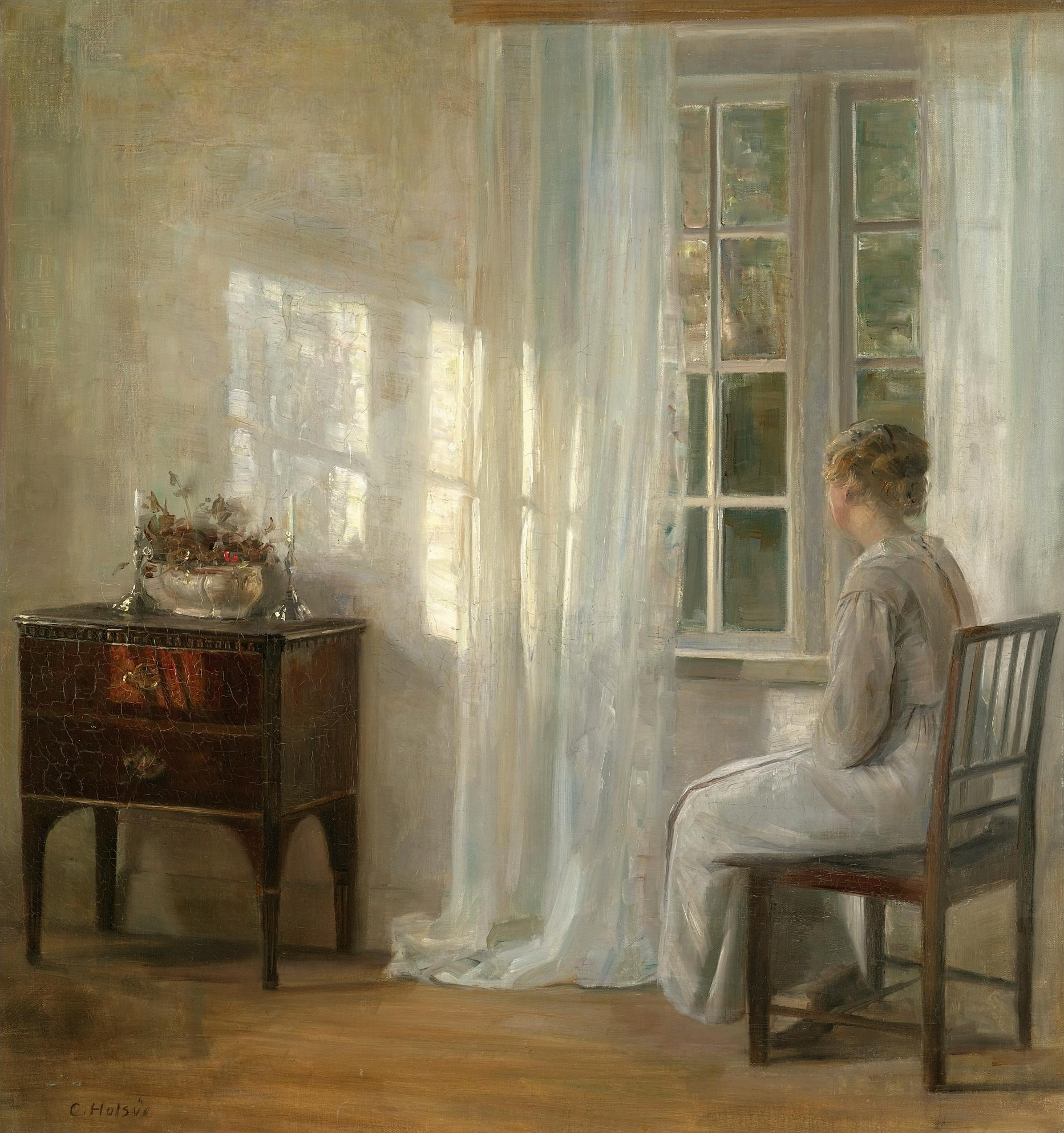
У окна

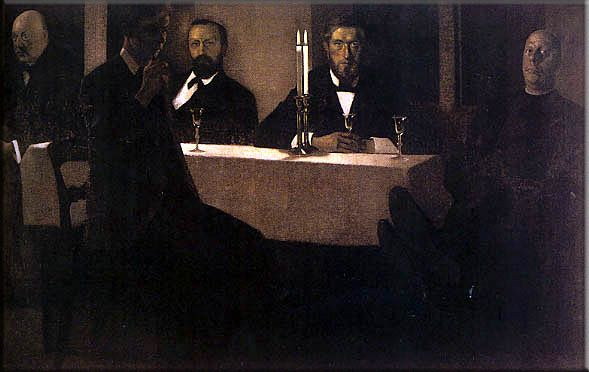
Вильгельм Хаммерсхёй, Групповой портрет (1901-02): слева направо, Торвальд Биндесбёль, Свен Хаммерсхёй, Карл Масен, Йенс Фердинанд Виллумсен, Холсё